# Неприятие неравенства
Неприя́тие нера́венства (англ. Inequity aversion, IA) — человеческая позиция против существующей иерархии, при которой существуют принижения какой-либо социальной группы по определенным критериям. Общественные науки, которые исследуют неприятие неравенства, включают социологию, экономику, психологию, антропологию и этологию.

## Изучение людей
Феномен неприятия неравенства проявляется, главным образом, в экономике, хотя в социологии это явление также исследуется.
Исследования по неприятию неравенства начались в 1978 году, когда предполагалось, что люди чувствительны к неравенству в разных формах - как в его пользу, так и против. Исследования выявили, что люди, не принимающие неравенство, пытаются компенсировать чувство «вины» от незаслуженных благ и привилегированности.
Более позднее определение неприятия неравенства (сопротивление неравенству результатов чего-либо) разработали в 1999 году Эрнст Фер и Клаус Шмидт. Они постулировали, что люди делают решения таким образом, чтобы минимизировать неравенство результата. В частности, если рассматривать людей {1,2,…,n}, получающих денежный доход xi, то полезность лица i будет задаваться выражением:
{\displaystyle U_{i}(\{x_{i},x_{j}\})=x_{i}-{\frac {\alpha _{i}}{n-1}}\times \sum {\max(x_{j}-x_{i},0)}-{\frac {\beta _{i}}{n-1}}\times \sum {\max(x_{i}-x_{j},0)},}
где {\displaystyle \alpha } отражает отвращение лица i к нежелательному неравенству в первом нестандартном члене, а {\displaystyle \beta } — отвращение лица i к желательному неравенству в конечном члене.

### Наказание несправедливого успеха и теория игр
Фер и Шмидт показали, что неприятие неблагоприятного неравенства отражает себя в человеке, как «готовность пожертвовать возможной прибылью для блокировки другого лица от получения большой выгоды». Они утверждают, что эта очевидная реакция самоуничтожения существенна при создании окружения, в котором двусторонние переговоры могут дать успех. Без неприятия неравенства, устойчивую кооперацию трудно было бы установить (например, больше было бы возможностей для успешного эффекта безбилетника).
Джеймс Фаулер и его коллеги также утверждают, что неприятие неравенства существенно для кооперации при участии многих сторон. В частности, они показали, что субъекты игр в случайный доход (эти игры тесно связаны с играми в общественные блага) больше желают тратить свои деньги для уменьшения дохода наиболее обеспеченных членов общества и увеличивать доходы наиболее бедной группы населения, даже когда о кооперации речь не идёт. То есть более быстро продвигающиеся вперёд лица скорее всего будут наказаны, поскольку получили больший доход без особых усилий. Это и создаёт стимул для кооперации.

### Экспериментальная экономика
Неприятие неравенства хорошо согласуется с наблюдениями поведения в трёх стандартных экономических экспериментах:
1. Игра «Диктатор» — субъект выбирает, каким образом вознаграждение следует разделить между ним самим и другим индивидом. Если диктатор действует своекорыстно, то он ничего не отдаст партнёру и всё вознаграждение заберёт себе. В то время как наиболее распространённым выбором является именно присваивание всего вознаграждения себе, некоторые диктаторы выбирают второй вариант: поделить поровну — (50:50).
2. Игра «Ультиматум» — разыгрывается игра «Диктатор», но второй партнёр вправе наложить вето на сделку, так что ни один из субъектов не получит ничего. Партнёр обычно накладывает вето, когда получает низкое предложение. Люди всякий раз предпочитают не получить ничего, когда предлагается меньший кусок пирога. Отказ от предложения является наказанием диктатора (который здесь называется заявителем).
3. Игра «Доверие»[англ.] — тот же результат, что и в игре «Диктатор», но начальную сумму диктатору даёт второй игрок, даже если он не верит, что кое-что будет ему возвращено. Этот эксперимент часто приводит к дележу вознаграждения поровну (50:50) и используется как свидетельство модели неприятия неравенства.

В 2005 году Джон Лист слегка модифицировал эти эксперименты, чтобы определить, есть ли в экспериментах что-то, что вызывает определённое поведение. Если есть выбор украсть хотя бы один доллар у другого игрока, наблюдаемый альтруизм практически исчезает. В другом эксперименте двум игрокам была дана сумма денег и предлагалось взять или отдать некоторое количество денег другому игроку. В этом эксперименте только 10 % участников отдавали другому лицу какое-то количество денег, а 40 % игроков старались забрать все деньги второго игрока.
Последний такой эксперимент был идентичен предыдущему, где 40 % были превращены в шайку разбойников —двум игрокам было велено получать деньги путём кражи конвертов. В этом эксперименте более двух трети игроков не взяли и не отдали ни цента, а около 20 % взяли некоторую сумму у других игроков.
В 2011 году Эрт, Эрев и Рот прогнали модель предсказания конкуренции на двух наборах данных, каждая из которых включала 120 игр двух игроков. В каждой игре игрок 1 решал «уклониться» и определить выплаты обоим игрокам, или «согласиться» и позволить второму игроку решать о распределении выплат путём выбора «левый» или «правый». Выплаты выбирались случайным образом, так что данные включали такие игры, как Ультиматум, Диктатор и Доверие, а также несколько других типов игры. Результаты показывают, что неприятие неравенства можно описать как одну из многих стратегий, которую люди могут выбирать в таких играх.
Другие исследования в экспериментальной экономике адресованы неприятию риска при принятии решений и сравнению меры неравенства субъективной оценки на воспринимаемое неравенство.

### Изучения в компаниях
Наблюдение за мнением работников внутри фирм показало современным специалистам в области экономики труда, что неприятие неравенства очень важно для них. Работники сравнивают не только оклады, но и относительную производительность сотрудников. Если это сравнение приводит к чувству вины или зависти, неприятие неравенства может понизить мораль работников. Согласно Бьюли (1999 год) основной причиной того, что руководители создают формальные структуры оплаты, является сравнение работниками себя с другими и оценки насколько такая система «справедлива», что руководители считают «ключом» для внутрикорпоративной морали и трудовых показателей.
Естественно думать о неприятии неравенства, как ведущего к большей солидарности в работоспособном населении в пользу среднего наёмного рабочего. Однако статья 2008 года Педро Рей-Биля показала, что это предположение может быть опровергнуто и что работодатель может использовать неприятие неравенства для получения большей производительности при меньшей оплате, что вряд ли было бы возможно другим способом. Это делается путём ухода от формальной структуры оплаты труда и использования неравновесных премиальных выплат как средства поощрения большей производительности. Он показал, что оптимальный договор о неприятии неравенства наёмным работником менее щедрый на уровне оптимальности, чем договоры со «стандартными агентами» (не имеющими неприятия неравенства) в моделях двух наёмных работников, в остальном идентичных.

### Критика
В 2005 году Авнер Шакед распространил «памфлет», озаглавленный «The Rhetoric of Inequity Aversion» (Риторика неприятия неравенства), в котором атаковал статьи Фера и Шмидта о неприятии неравенства. В 2010 году Шакед опубликовал расширенную версию критики вместе с Кеннетом Бинмором в журнале Journal of Economic Behavior and Organization (Журнал Экономического Поведения и Организации), в этом же номере напечатан ответ Фера и Шмидта, а также возражение Бинмора и Шакеда). Проблема моделей неприятия неравенства заключается в наличии трёх свободных параметров. Стандартная теория — это специальный случай модели неприятия неравенства. Следовательно, по построению, теория неприятия неравенства должна быть, по меньшей мере, так же хороша, как стандартная теория, когда параметры неприятия неравенства могут быть выбраны после просмотра данных. Бинмор и Шакед указали, что Фер и Шмидт (1999) выбрали распределение альфа и бета без формальных оценок. Отличная корреляция между альфа и бета-параметрами у Фера и Шмидта (1999) является предположением, сделанным в приложении к статье, но не подтверждается ими же приведёнными данными.
Позднее в нескольких статьях были оценены параметры Фера-Шмидта неприятия неравенства с помощью техник оценок, таких как метод максимального правдоподобия. Результаты получились разные. Некоторые авторы нашли, что параметр бета больше альфа, что противоречит центральному предположению, сделанному Фером и Шмидтом (1999). Другие авторы нашли, что неприятие неравенства с распределениями Фера и Шмидта (1999) параметров альфа и бета объясняют данные теоретических экспериментов с контрактами не лучше, чем стандартная теория. Они также оценили средние значения альфа, которые оказались много меньше, чем у Фера и Шмидта (1999). Более того, Левитт и Лист (2007) указали, что лабораторные эксперименты демонстрируют важность поведения на благо общества, поскольку субъекты в лаборатории знали, что за ними следят .
Альтернатива концепции общего неприятия неравенства — это предположение, что степень и структура неравенства может вести либо к принятию, либо непринятию неравенства.

## Изучение не на людях
Эксперименты на капуцинах (С. Броснан и Ф. де Вааль) показали, что субъект предпочёл бы ничего не получить вместо получения неравного вознаграждения для второй обезьяны и проявляет свою ярость на исследователях, ответственных за такое неравное распределение еды. Антропологи предположили, что исследования показывают биологическое и эволюционное чувство социальной «справедливой игры» у приматов, хотя некоторые исследователи считают, что такое поведение является приобретённым или объясняется другими механизмами. Есть также свидетельство о неприятии неравенства у шимпанзе (хотя более поздние исследования ставят под вопрос такую интерпретацию). Последние исследования показывают, что шимпанзе играют в игру «Ультиматум» так же, как играют дети, предпочитая справедливое распределение. Авторы утверждают, что мы близки к мысли, что нет разницы между людьми и обезьянами в смысле восприятия справедливости. Недавние исследования показывают, что животные в семействе псовых также распознают базовые уровни справедливости, возникающие от жизни в сообществах. Изучение интеллекта животных в других биологических отрядах не нашло подобной важности относительного «равенства» и «справедливости» как противоположности абсолютной полезности.

## Неприятие социального неравенства
Модель Фера и Шмидта может частично объяснить распространённую оппозицию экономическому неравенству при демократии, но следует различать «чувство вины» в неприятии неравенства и «сочувствие» при уравнивании, из которого не всегда следует несправедливость.
Неприятие неравенства не следует путать с возражениями против следствий неравенства. Например, лозунг в пользу государственного здравоохранения «Госпитали для бедных превращаются в бедные госпитали» прямо относится к ожидаемому отказу в медицинской помощи, а не к апартеиду в сфере медицинского обслуживания, который приводит к отказу в помощи. Аргумент, что среднее медицинское обеспечение улучшается с уменьшением неравенства в здравоохранении (при тех же общих затратах), следует отделять от случая общественного здравоохранения на основе неприятия неравенства.